# 珠丸
珠丸（たままる）は、九州郵船がかつて所有していた貨客船。1930年（昭和5年）から同社の博多・壱岐・対馬航路で運航されていたが、1945年（昭和20年）に対馬海峡で触雷、沈没した。

## 主要諸元
- 総トン数:500トン
- 定員:500名

## 珠丸事故
珠丸は1945年10月8日午前2時に第二次世界大戦後の大陸からの引き揚げ者ら321名を乗せて、長崎県上県郡豊崎村（現・対馬市上対馬町）の比田勝港を出港、同日中に同県下県郡厳原町（現・対馬市厳原町）の厳原港に入港した。本来はここで乗客を乗せてからすぐに出港する航路だが、この日は台風が接近していたため5日間厳原港に停泊している。
その後10月14日午前6時15分に厳原からの乗客377名を加えて、乗客乗員730名で厳原港を出港。
同日午前9時ごろ、長崎県壱岐郡勝本町（現・壱岐市勝本町）の北15マイル、下県郡雞知町（現・対馬市美津島町）網掛崎の南東18マイルの水域で日本軍の敷設した機雷に左舷後部が接触し爆発。後部船倉から浸水し、沈没した。この機雷は、日本海軍が戦争末期の昭和20年4月16日から6月1日までの間に5回にわたり壱岐対馬海峡封鎖機雷作戦を実施した際に敷設した九三式機雷一型6000個のうちの1個であった。
この事故の公式な生存者は185名で、行方不明者は541名となっている。しかし終戦直後の混乱した状況の中、一刻も早く家に帰りたいと願う引き揚げ者が多数いた厳原港では闇切符が出回っており、また台風で出港が大幅に遅れたために切符無しで乗船した者も多数いて、実際の乗船者数は1000名以上、犠牲者は800名以上といわれる。これほどの犠牲者を出した事故にもかかわらず、終戦直後の混乱で大きく報道されることは無かった。
以前は事故現場を眺望できる壱岐市勝本町の城山公園と、出港地の厳原港に近い対馬市厳原町の県立対馬歴史民俗資料館横に慰霊碑が建立されていたが、現在は厳原港に移設されている。